# Ctenoplusia tarassota
Ctenoplusia tarassota là một loài bướm đêm trong họ Noctuidae.